# Ван Зёйлен ван Нейевелт, Филипп Юлиус
Филипп Юлиус ван Зёйлен ван Нейевелт	(нидерл. Philip Julius van Zuylen van Nijevelt, фр. Philippe Jules van Zuylen van Nyevelt; 5 января 1743, Роттердам, Южная Голландия — 20 февраля 1826, Утрехт) — голландский военачальник и политик, маршал Голландии, астроном и шахматный теоретик.

## Биография

### Начало карьеры
Родился в известной патрицианской семье в Роттердаме. Его родителями были Якоб ван Зёйлен ван Нейевелт (1699—1753) и Алетта Йоханна, урождённая Тиммерс.
Сперва ван Зёйлен  изучал математику, но в 1767 году вступил добровольцем в армию, став прапорщиком полка карабинеров Оранж-Фризия. Он быстро поднялся  по служебной лестнице до капитана кавалерии (1768), майора (1779) и, наконец, подполковника драгунского полка.
В 1795 году ван Зёйлен ван Нейевелт получил повышение до генерал-майора и был назначен ответственным за организацию всей голландской кавалерии.

### Батавская республика
В 1796 году, через год после Батавской революции, ван Зёйлен  был назначен командиром 2-й бригады Батавской армии, которая базировалась в Арнеме. Во время англо-русского вторжения в Голландию в 1799 году эта бригада входила в состав Батавской 1-й дивизии под командованием генерала Германа Виллема Дандельса. 21 августа 1799 года ван Зёйлен был ранен в бою.
В 1804 году ван Зёйлен  был произведен в чин генерал-лейтенанта.

### Королевство Голландия
После того, как было провозглашено королевство Голландия, генерал ван Зёйлен стал военным губернатором Гааги и военным комендантом провинций Голландия и Утрехт. Он служил обер-камергером и обер-церемониймейстером при дворе короля Луи Бонапарта, а также был главой Высшего совета дворянства и начальником военных училищ.
1 марта 1808 года — задолго до французской аннексии Голландии — ван Зёйлен  был возведён в графы французской империи. В том же году он переехал в особняк на одном из амстердамских каналов, который король Луи Бонапарт приобрел для него по цене 100 000 гульденов. Император Наполеон, возможно, останавливался в этом доме, когда он посетил Амстердам в 1811 году.
21 декабря 1806 года король Луи Бонапарт присвоил генералу ван Зёйлену и ещё нескольким военачальникам только что созданное звание маршала Голландии. Это вызвало неудовольствие Наполеона, так как поступок брата показался ему излишне самостоятельным. Поэтому, после прямой аннексии Голландии Францией в 1810 году, маршалы Голландии не были подтверждены в этом звании и получили только чины дивизионных генералов (аналог генерал-лейтенантов). 

### Французская Империя
После французской аннексии Голландии в 1810 году Наполеон назначил ван Зёйлена членом французского Сената.
Ван Зуйлен также стал офицером Ордена Почетного легиона. Кроме этого он имел большой крест ордена Союза (полученный ещё в королевстве Голландия) и вюртембергский орден Золотого орла.
Когда Наполеон отрекся от престола в 1814 году, ван Зёйлен в сенате проголосовал за признание Людовика XVIII королем Франции, после чего вернулся к себе на родину, получившую независимость и провозглашённую королевством.

### Королевство Нидерланды
В новых условиях ван Зёйлен сохранил звание генерал-лейтенанта (звание маршала повторно не восстанавливалось). По королевскому указу 17 октября 1822 года он был признан членом нидерландского дворянства с наследственными титулами графа и барона. Было оговорено, что титул барона будет передаваться всем его законным наследникам, в то время как титул графа будет наследовать только старший сын.

## Шахматы и астрономия
Ван Зуйлен написал известный трактат об игре в шахматы «La Supériorité aux Échecs» (1792). Полное название книги было «La Supériorité aux Échecs mise à la portée de tout le monde, et particulierement des dames qui aiment cet amusement». Она была перепечатана несколько раз и переведена на несколько языков.
Он был первым голландцем, написавшим книгу о шахматах, и, вероятно, также первым человеком, который пришел к идее случайных шахмат, шахматного варианта, в котором исходное положение основных фигур выбирается случайным образом. ван Зёйлен писал, что «ненавидит дебюты со всеми этими раздражающими, постоянно повторяющимися шаблонами» и поэтому думает о рандомизации начальных позиций шахматных фигур. «Это породит огромное количество различных ситуаций, так что никто не сможет изучить их заранее», — писал ван Зёйлен.
В последние годы своей жизни ван Зёйлен также написал трактат по астрономии «L'Attraction détruite par le mouvement primordial. ou Théorie nouvelle du cours des corps célestes et du mouvement, orné de planches» (Брюссель, 1819).

## Брак и дети
29 июня 1779 года ван Зёйлен женился на Кларе Хелене де Ваккер ван Сон. В этом браке родилось семь детей, из которых старший сын стал генерал-майором кавалерии, а его сын, Юлиус ван Зёйлен ван Нейевелт — премьер-министром Нидерландов (в 1866-68 годах). Другой внук ван Зёйлена, сын его старшей дочери Людовик Наполеон ван Рандвик был министром иностранных (1846-48) и внутренних (1848) дел.